# Ki no Tsurayuki

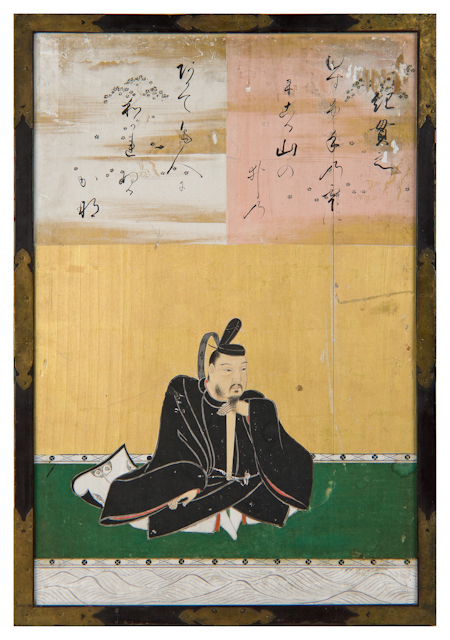
Ki no Tsurayuki, Gemälde von Kanō Tan’yū, 1648

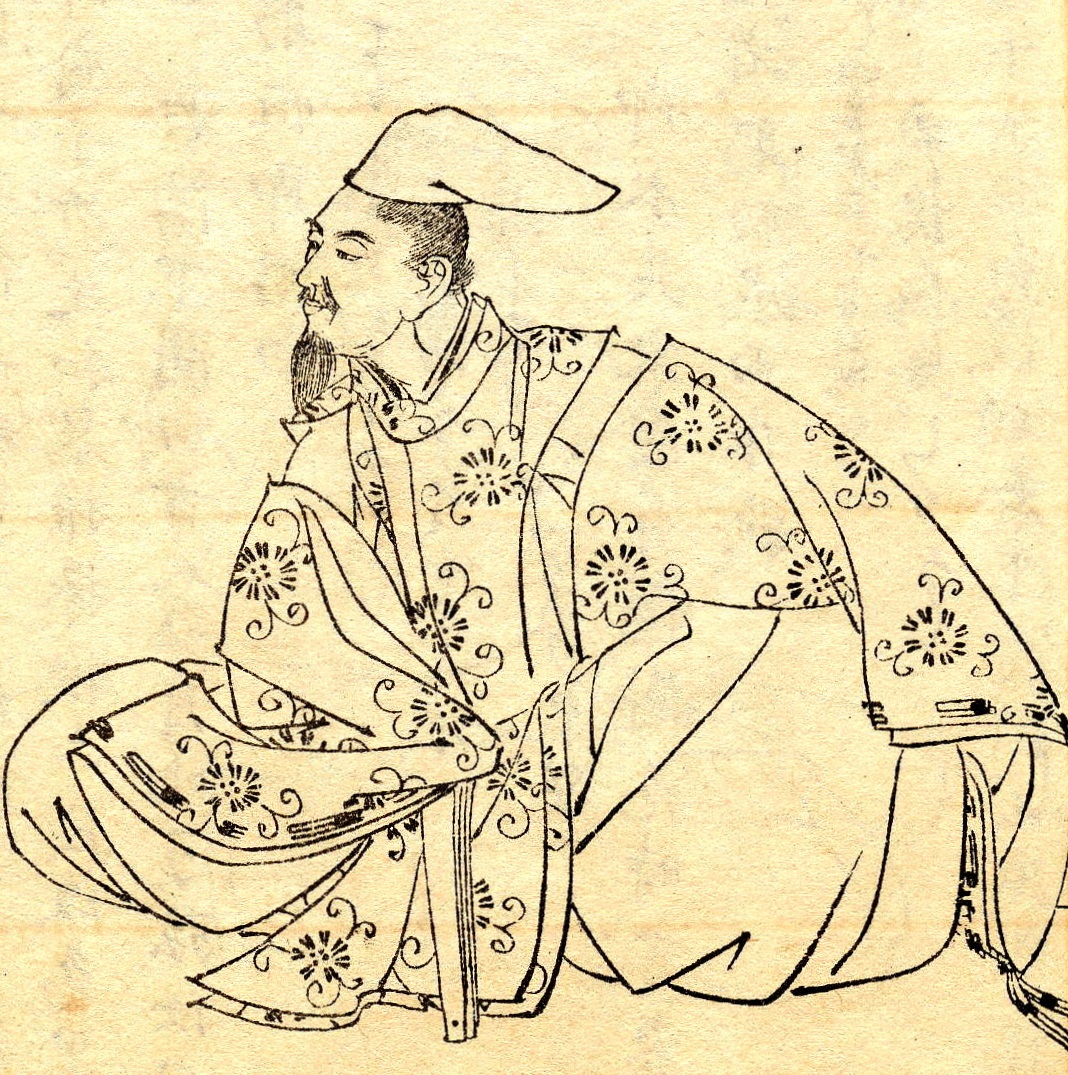
Ki no Tsurayuki, Zeichnung von Kikuchi Yōsai (1788–1878)

Ki no Tsurayuki (jap. 紀 貫之; * 872; † 945) war ein japanischer Schriftsteller, Dichter und Höfling.

## Leben
Tsurayuki war Sohn des Ki no Mochiyuki. Er wurde in den 890er Jahren ein Waka-Dichter. 905 gehörte er auf Befehl des Daigo-tennō zu den 4 Dichtern, die das Kokin-wakashū, eine Anthologie der Poesie zusammenstellten.
Nachdem er einige Ämter in Kyōto innegehabt hatte, wurde er zum Provinzgouverneur der Provinz Tosa ernannt und blieb von 930 bis 935 dort. Später wurde er wahrscheinlich in die Provinz Suō versetzt, da eine Aufzeichnung über eine Waka-Party, die er in seinem Haus in Suō gehalten hat, überliefert ist.
Er ist berühmt für seine Waka und wird in Japan als einer der 36 Unsterblichen der Dichtkunst, die durch Fujiwara no Kintō ausgewählt wurden, angesehen. Er war auch bekannt als einer der Herausgeber des Kokin-wakashū. Tsurayuki schrieb eines der zwei Vorworte zu diesem Werk, das zweite ist in Chinesisch verfasst. Sein Vorwort war das erste kritische Essay über Waka. Er befasste sich mit der Geschichte des Waka vom mythologischen Ursprung bis zu dem Waka seiner Zeit. Er ordnete sie in Genres ein, bezog sich auf einige wichtige Dichter und kritisierte seine Vorgänger, wie Ariwara no Narihira ziemlich harsch.
Sein Waka ist in der wichtigen japanischen Poesie-Anthologie Hyakunin Isshu enthalten, das lang nach seinem Tode im 13. Jahrhundert zusammengestellt wurde.

## Werke
Neben dem Kokin-wakashū und seinem Vorwort war Tsurayukis literarisches Hauptwerk das Tosa Nikki (Tosa-Tagebuch), das anonym und in Hiragana-Schriftzeichen verfasst war. Zu Beginn des Tagebuches gab er vor, eine Frau zu sein, aber der Inhalt legt nahe, dass der Autor männlich war. Der Text beschreibt eine Rückreise von der Provinz Tosa nach Kyōto im Jahre 935, wo Tsurayuki Provinzgouverneur gewesen war.
Tosa nikki wurde in Hiragana geschrieben, in einer Zeit, als Männer für gewöhnlich die „ungebildeten“ und „weiblichen“ Hiragana nicht nutzten und Kanji bevorzugten. Er wählte jedoch dieses Ausdrucksmittel, weil das zentrale Thema des Tagebuches nicht die Reise, sondern die Trauer über den Tod seiner Tochter in Tosa war. Am Anfang des Textes wird ihr Tod nicht erwähnt und Szenen der Reise werden in einer komischen, halb-ernsten Art beschrieben. Später im Text wird das verstorbene Mädchen und die Trauer über ihre Abwesenheit eingeführt. Tosa nikki ist das älteste erhaltene Tagebuch in Kana. Es wird als außergewöhnlich gut geschriebenes Werk angesehen und hatte starken Einfluss auf spätere im Stile eines Tagebuches geschriebene Werke.
Es gibt eine Anthologie von Tsurayukis Waka, genannt Tsurayuki-shū. Wahrscheinlich stellte er diese selbst zusammen. Einige seiner Werke wurden auch in anderen großen Waka-Anthologien wie Kokin-shū und andere auf kaiserliche Anordnung entstandene Sammlungen, einbezogen. In den drei ältesten der kaiserlichen Waka-Anthologien war er einer der beliebtesten Waka-Dichter.
Sein Name wird in dem Werk Genji Monogatari als ein Waka-Meister erwähnt. In dieser Geschichte befiehlt der Uda-tennō ihm und einer Anzahl weiblicher Dichter, Waka auf Türpaneelen zu verfassen.